# Sipai
Sipais fou el nom donat principalment per francesos i anglesos als soldats nadius a l'Índia que servien les seves forces. El nom els hauria arribat a través dels portuguesos; inicialment apareix com a cipaye o cipai entre els francesos i com a sepoy, seapoi, seapoy, seapy, cephay, sipoy i força altres variacions; el nom fou utilitzat per francesos i anglesos per designar els indígenes que els servien a l'exèrcit, que eren vestits i equipats com a soldats europeus d'infanteria.
Els primers que van utilitzar un regiment de sipais foren els francesos el 1748 quan Dupleix va aixecar alguns batallons de musulmans indis. Lally diu que eren 15.000 el 1759. Lawrence va imitar els francesos després de 1750 i el 1754 una força de sipais va acompanyar Lord Clive a Calcuta. Dos mil sipais van participar en la batalla de Plassey el juny de 1757. A la mateixa època hi havia sipais a Bombai i a diversos estats indis on alguns europeus dirigien els exèrcits.
El 1795 hi havia diversos regiments amb dos batallons a cada Presidència, cadascun amb 8 companyies d'infanteria i dues de granaders. A Bengala hi havia 12 regiments, a Madras eren 11 i a Bombai 4 a més d'un de marina. La rebel·lió dels sipais el 1857 va afectar els exèrcits de Bengala i de Bombai que amb dificultats van poder ser reconstituïts. Lord Kitchener va refondre els tres exèrcits en un de sol. Molts sipais van participar en la I i a la II Guerra Mundial.
El nom també fou donat als voluntaris de les tropes liberals catalanes després de la Revolució de Setembre del 1868 en la seva lluita contra les forces carlines en la Tercera Guerra Carlina al Principat.